# Louis Meznarie
Louis Meznarie (n. 14 ianuarie 1930, Saintry⁠(d), Seine-et-Oise, Franța – d. 5 august 2020, Le Coudray-Montceaux⁠(d), Île-de-France, Franța) a fost un tehnician de motociclete și mașini de curse și proprietar de echipă care a participat la multe curse de Le Mans. A fost din 1971 până în 1983 expertul oficial în motoare pentru Porsche.